# 세계성서공회연합회
세계성서공회연합회(UBS; United Bible Societies)이란 1946년 5월 9일 영국 헤이워스히스에 모인 13개 성경협회에서 발원한 성경협회 운동의 추진 기관으로 성서공회 교류의 장소이다.
당초 본부는 런던에 있었다.현재의 연합회장은 마이클 페로이다.
2013년 말 현재 146개 성경협회가 가입하여 200개 이상의 국가와 지역에서 활동하고있다. 구호는 이 세상의 생명-하느님의 말씀. 2017년부터 2022년까지의 표어는 '하나님의 말씀-모든 사람의 살아 숨쉬는 희망'이다.